# 聖季萬
圣季万，是马耳他的市镇，位于馬耳他島中北部。市镇面积为2.6平方公里，2021年人口数量为14,244人。
在成为独立的市镇之前，圣季万是个分散的社区，由比爾基卡拉和聖朱利安斯的部分区域组成。1965年圣季万成为新的堂区，并在1968年正式确定为城镇地位。1993年的地方议会法确认了圣季万为单独的市镇，拥有法律上的地方政府机构。第一届圣季万市镇议会选举在1994年4月16日举行。